# 44613 Rudolf
44613 Rudolf este un asteroid din centura principală de asteroizi.

## Descriere
44613 Rudolf este un asteroid din centura principală de asteroizi. A fost descoperit pe 8 septembrie 1999 la Observatorul din Ondřejov de Petr Pravec și Peter Kušnirák. Asteroidul prezintă o orbită caracterizată de o semiaxă mare de 2,42 ua, o excentricitate de 0,02 și o înclinație de 7,8° în raport cu ecliptica.